# James Wimshurst
James Wimshurst, född den 13 april 1832 i Poplar, död den 3 januari 1903 i Clapham, var en brittisk uppfinnare, ingenjör och skeppsbyggare. Även om Wimshurst aldrig patenterade någon av sina uppfinningar, gjorde hans förbättringar av den elektrostatiska generatorn att den kom att bli känd som wimshurstgeneratorn.

## Biografi
Wimshurst föddes i Poplar som son till skeppsbyggaren Henry Wimshurst och hans maka Rebecca (född Fuller). Fadern är känd som byggare av det första propellerdrivna ångfartyget, SS Archimedes, som sjösattes 1839. James utbildades vid privatskolan Steabonheath House och blev därefter lärling vid Thames Ironworks and Shipbuilding Company till 1853 under James Mare. Han gifte sig 1865 med Clara Tribble. 1865 förflyttades han till Liverpool där han arbetade för Liverpool Underwriters' Registry. 1874 blev han "chief shipwright surveyor" vid Board of Trade och 1890 var han dess representant vid en internationell konferens i Washington, D.C.. Han gick i pension 1899 och avled i Clapham 1903.

## Uppfinningar

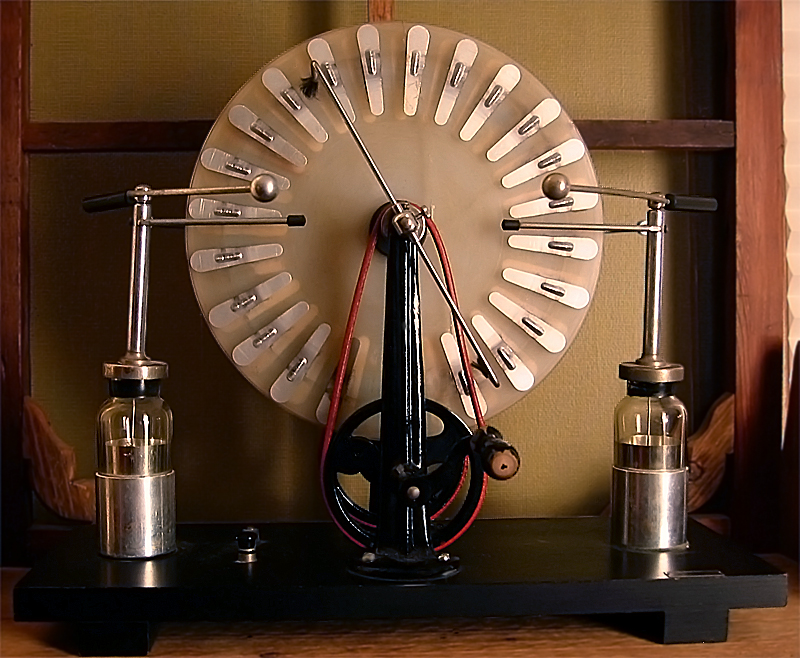
Wimshurstgenerator med två leidenflaskor.

Wimshurst tillbringade en stor del av sin fritid med experiment och hade en välutrustad verkstad i sitt hem i Clapham med anläggningar för elektrisk belysning. Vid sidan om sina försök inom elektricitet, uppfann han en förbättrad vakuumpump, ett instrument för att ange skeppsstabilitet och en förbättrad metod att ansluta fyrskepp elektriskt till fastlandet. Kring 1880 blev han intresserad av elektriska "influensmaskiner", högspänningsgeneratorer som bygger på elektrostatisk influens, och byggde flera av de då kända konstruktionerna, bland dem de typer som utvecklats av Wilhelm Holtz, August Toepler och Ferdinand Carré. De förbättringar han gjorde av den förstnämndes apparat ledde till Holtz-Wimshurst-generatorn (eller Wimshursts förbättrade Holtz-maskin) som var mycket använd som högspänningskälla för tidiga röntgenapparater.
Kort därefter utvecklade han den effektiva generator som kom att kallas wimshurstgenerator (eller "Wimshursts influensmaskin") och som bestod av två skivor som roterade i motsatt riktning. Denna kom att få mycket stor spridning, speciellt på sjukhus där den förutom att alstra högspänning till röntgenrör även användes för elektroterapi.

## Medlemskap och utmärkelser
- Fellow of the Royal Society (1898)
- Institution of Electrical Engineers (1889)
- Physical Society (styrelseledamot)
- Röntgen Society (styrelseledamot)
- Royal Institution of Naval Architects
- Institution of Marine Engineers (hedersmedlem)
- Royal Institution (medlem och manager)

## Publikationer
Utöver publikationer om sina uppfinningar och försök skrev Wimshurst även en bok: A Book of Rules for the Construction of Steam Vessels (1898)